# Ernest Neuschul
Ernest Neuschul či též Ernst Neuschul (17. května 1895, Ústí nad Labem – 14. září 1968, Londýn) byl německý malíř a tanečník židovského původu, který se řadí mezi zástupce uměleckého stylu nové věcnosti. Patří mezi největší ústecké umělce 20. století.

## Život
Narodil se v Ústí nad Labem v tehdejším Rakousko-Uhersku do židovské rodiny obchodníka se železářským zbožím Josefa Neuschula a jeho manželky Jeanette, rozené Feldmannové. Proti vůli rodičů – chtěli, aby se stal obchodníkem – nastoupil ke studiu na ústeckém gymnáziu (1906–1914), načež odešel do Prahy, kde studoval na malířské akademii. V letech 1915–1916 se ve Vídni účastnil kurzů na Grafickém vzdělávacím a pokusném ústavu (Graphische Lehr- und Versuchsanstalt). Během první světové války byl roku 1916 povolán do rakousko-uherské armády, v níž krátce sloužil na letišti v Krakově, načež byl pro zdravotní neschopnost ze služby propuštěn. V Krakově poté zůstal a studoval na tamní Akademii výtvarných umění (1916–1918), načež svá studia zakončil zpátky v Praze u Františka Thieleho (1918–1919).
V červenci 1919 měl v Praze svoji první autorskou výstavu. O dva měsíce později se seznámil s německou tanečnicí Lucií Lindenmannovou (1890–1980), vystupující jako javánská tanečnice pod uměleckým jménem Taka Taka, se kterou se roku 1921 oženil. V témže roce se stal členem ústecké pobočky Metznerbundu (Spolku německých výtvarných umělců v Čechách) a 31. července poprvé vystoupil pod uměleckým jménem Yoga Taro jako tanečník v programu exotických tanců v pražském Paláci Lucerna. V letech 1921–1926 podnikl Neuschul se svou manželkou taneční turné po celém světě jako javánský taneční pár. Mimo Evropu, kde vystoupili i před španělským králem Alfonsem XIII., slavili úspěch též ve Spojených státech a Kanadě. Pro vzájemné neshody se v roce 1924 rozvedli a zbylé dva roky vystupovali pouze jako taneční partneři.
Paralelně s taneční kariérou se úspěšně prosadil na poli malířství. V roce 1921 vystavoval v Praze, Berlíně a Düsseldorfu, v dalších letech v Římě, Chicagu, Madridu, Barceloně a Ústí nad Labem. V letech 1925–1933 působil v Berlíně, kde byl členem antifašistického sdružení výtvarníků a literátů s názvem Listopadová skupina (Novembergruppe). Z dalších sdružení byl od roku 1927 členem Spolku výtvarných umělců v Berlíně (Vereinigung Bildender Künstler e. V. Berlin) a od roku 1929 členem Říšského spolku výtvarných umělců Německa. V roce 1932 byl jmenován profesorem na berlínské Universität der Künste. Po nástupu nacistů byl pro svůj židovský původ perzekvován, došlo k zabavení a ničení jeho obrazů z autorských výstav a byla mu odejmuta profesura.
Neuschul poté odešel do Československa, kde se usadil v rodném Ústí nad Labem. Stal se předsedou Společnosti československo-sovětského přátelství a v roce 1934 se oženil s německou malířkou Christel Bellovou. V témže roce na zámku v Lánech vytvořil portrét prezidenta Tomáše G. Masaryka. O rok později odjel na pozvání svazu sovětských umělců do Moskvy, kde se uskutečnila jeho výstava. Během pobytu v Sovětském svazu byl jmenován profesorem na malířské akademii v Charkově, stal se členem Moskevského svazu umělců a vytvořil několik obrazů s tematikou budování socialismu a dvojportrét Josifa Stalina a Georgi Dimitrova. Neuschul tehdy Stalina požádal, aby se mohl s rodinou usadit v Sovětském svazu, ale ten mu doporučil návrat do Československa (nedlouho poté došlo v SSSR k řadě politických procesů s židovskými výtvarnými umělci).
V létě 1937 uspořádal Neuschul v Ústí nad Labem svoji v pořadí již čtvrtou autorskou výstavu. Místní nacisté však jeho obrazy ničili a Neuschul s rodinou počátkem roku 1938 odešel do Prahy. V té době ještě vytvořil portrét prezidenta Edvarda Beneše a v březnu 1939 emigroval do Spojeného království. Během války žil, tvořil a přednášel dějiny umění ve Walesu. Těžce nesl striktní odmítnutí účasti Němců na poválečném politickém životě v Československu ze strany prezidenta Beneše. Poválečné rozdělení Evropy u něj vyvolalo psychickou krizi a ztrátu levicového přesvědčení, rozhodl se zůstat ve Spojeném království, a jelikož všichni jeho příbuzní zahynuli během holocaustu, změnil si své příjmení na Norland.
Opustil styl nové věcnosti a řadu obrazů vytvořil během svých cest po celém světě (Francii, Itálii, Jugoslávii, Izraeli, severní Africe atd.). Nikdy však již nedosáhl takové slávy jako před druhou světovou válkou. Do své smrti uspořádal ještě několik individuálních výstav, z nichž význačná byla zejména výstava v Jeruzalémě v roce 1959 a Berlíně v roce 1966.
Zemřel v 73 letech v londýnském Hampsteadu.

## Dílo (výběr)
Neuschul uspořádal četné individuální (Řím, Praha, New York, Berlín) i kolektivní výstavy, byl členem mnoha výtvarných spolků. Je zástupcem stylu nové věcnosti (Die Neue Sachlichkeit). Na jeho obrazech se často objevuje sociální tematika, tématy jsou dělníci a průmyslové objekty (Neuschul byl levicově zaměřený, sympatizoval s německou sociální demokracií). Největší kolekci Neuschulových obrazů v Česku vlastní Městské muzeum v Ústí nad Labem.
- Portrét prezidenta T. G. Masaryka, 1934
- Prezident Dr. Edvard Beneš, 1938
- Autoportrét, 1927 (Muzeum města Ústí nad Labem)
- Kameník, 1929 (Museum Ostdeutsche Galerie Regensburg)
- Christel s baretem, 1933
- Odpočinek, 1928 (Muzeum města Ústí nad Labem)